# Galinha à Africana
Galinha à Africana neboli „kuře po africku“ je pokrm portugalské kuchyně, skládající se z grilovaného kuřete podávaného s pikantní omáčkou z čili papričkek, koriandru, česneku, rajčat a papriky. Tento pokrm v sobě vykazuje vlivy tradičních kuchyní portugalských kolonií. V těchto bývalých koloniích je dnes galinha à africana oblíbeným pokrmem, zejména v Macau.